# 平田充孝
平田 充孝（ひらた みつよし、1973年9月16日 - ）は、葛飾区選出の東京都議会議員。所属は自由民主党。

## 来歴
実家は京成立石駅通り商店街の「和菓子ひらた」。東邦大学付属東邦中学校・高等学校を経て、早稲田大学教育学部を卒業した。民間企業勤務ののち、桜田義孝の秘書となる。その後、早川忠孝と平沢勝栄の秘書を経て、2009年に葛飾区議会議員に初当選し、以後3選する。
2019年に葛飾区議会議長となり、特別区議会議長会会長にも就任した。
2021年、東京都議会議員選挙に葛飾区選挙区から立候補し、当選する。2023年に東京都議会文教委員会副委員長となる。